# 深圳少年儿童图书馆
深圳少年儿童图书馆，或称深圳少儿图书馆（Shenzhen Children's Library），是中国广东省深圳市的一座专门面向少年儿童读者和少年儿童教育工作者群体的大型公共图书馆，由深圳市人民政府举办，1997年11月5日正式成立，次年1月25日开馆。2009年4月23日，由深圳图书馆第一代馆舍部分改扩建而成的本馆现址正式启用，现其占地面积2.2万平方米，建筑面积1.56万平方米，馆藏纸质文献140万册。

## 建筑特色
深圳少年儿童图书馆现馆舍由深圳图书馆第一代馆舍进行改扩建而成，深圳图书馆第一代馆舍由郭怡昌、谭文塱、何孟章主持设计，建筑为带有中式风格。在改扩建之后，除了馆舍前的花园增加类似玻璃屋的地下道出口之外，建筑本体和外立面并无太大变化。

## 设施及馆藏
深圳少儿图书馆现有馆藏文献140万册（纸质），设计目标藏馆藏160万册，期刊报纸 1100种，读者席位1200个，日均接待读者约5000人次。根据不同的服务对象与文献特征分为开放外借区、报刊阅览区、网络学习区、视障阅览区、国学馆、幼儿借阅区、亲子阅览区、读画世界、国际教育资源馆等多个阅览区域。同时设有多功能报告厅、阅读实践中心、“梧桐树下”等服务区域。

## 鄰近
- 荔枝公园
- 深圳市青少年活动中心

## 交通
- “少儿图书馆”公交车站
- 深圳地铁3号线通新岭站